# رزیدنت ایول: جزیره مرگ
رزیدنت ایول: جزیره مرگ (ژاپنی: バイオハザード：デスアイランド هپبورن: Baiohazādo: Desuairando) یک فیلم پویانمایی رایانه‌ای مخصوص بزرگسالان در ژانر ترسناک اکشن است که در جهان مجموعه بازی‌های ویدئویی رزیدنت ایول اتفاق می‌افتد. این پنجمین قسمت و چهارمین فیلم در مجموعه پویانمایی رزیدنت ایول به‌شمار می‌رود که پس از رزیدنت ایول: انتقام در سال ۲۰۱۷ و مینی‌سریال رزیدنت ایول: تاریکی بی‌انتها در سال ۲۰۲۱ محسوب می‌شود. این فیلم در تاریخ ۷ ژوئیه ۲۰۲۳ اکران شد.وقایع این فیلم بین نسخه های ششم و هفتم و در سال ۲۰۱۵ اتفاق می‌افتد.
مأمور دفتر علوم دفاعی لیان اس. کندی در حین انجام مأموریتی برای نجات دکتر آنتونیو تیلور از دست آدم‌ربایان است که زنی مرموز در کار او مداخله می‌کند. در این بین، کریس ردفیلد مأمور B.S.A.A در حال بررسی طغیان بیماری زامبی در سان فرانسیسکو است، جایی که علت عفونت قابل شناسایی نمی‌باشد. تنها وجه تشابه قربانیان این است که همه آن‌ها اخیراً از جزیره آلکاتراز دیدن کرده‌اند. به دنبال این سرنخ، کریس و تیمش عازم جزیره می‌شوند، جایی که ترس جدیدی در انتظار آن‌هاست.

## صداپیشگان
- متیو مرسر صداپیشه لیان اس. کندی
- کوین دورمن صداپیشه کریس ردفیلد
- استفانی پانیسِلو صداپیشه کلر ردفیلد
- نیکول تامپکینز صداپیشه جیل ولنتاین
- ارین کیهیل صداپیشه ربکا چمبرز
- کریستینا وی صداپیشه ماریا گومز
- دامان میلز صداپیشه دیلن بلیک